# 蒂姆·艾伯塔
蒂姆·艾伯塔（1986年1月26日—）是一位美国记者和作家，曾为《國家評論》、《政客》和《大西洋》撰写文章，主要著作有《国度、权柄和荣耀：极端主义时代的美国福音派》（The Kingdom, the Power, and the Glory: American Evangelicals in an Age of Extremism）、《美国浩劫:共和党内战前沿以及特朗普总统的崛起》（American Carnage: On the Front Lines of the Republican Civil War and the Rise of President Trump）等。